# Agatharchos van Samos
Agatharchos van Samos (Oudgrieks: Ἀγάθαρχος), zoon van Eudemos, was een oud-Griekse schilder en misschien ook werktuigkundige.
Hij was een tijdgenoot van Aischylos, die zijn diensten gebruikte voor het inrichten van zijn toneel. Hij leefde mogelijk nog ten tijde van Perikles, Alkibiades en Zeuxis. Hij stond bekend om het gemak en de snelheid waarmee hij wist te schilderen. Hij werd ook gezegd door Alkibiades drie maanden lang te zijn opgesloten in diens huis om dit te schilderen. Hij vervaardigde de eerste proeven van toneelschilderwerk (σκηνογραφία) en zou daarover een werk hebben geschreven.